# Sicista pseudonapaea
Sicista pseudonapaea (мишівка сіра) — вид мишоподібних ссавців з родини мишівкових.

## Морфологічна характеристика
Смуга на спині відсутня. Верхня частина тіла забарвлена у бурувато-сірий колір, з додаванням чорного. Забарвлення поступово стає світлішим на боках, а черево сірувато-біле. Хвіст двоколірний: коричнюватий зверху й білуватий знизу. Статевий диморфізм відсутній. Довжина тулуба й голови від 65 до 77 мм, довжиною хвоста від 81.5 до 102 мм, довжина стопи від 12 до 18.8 мм, довжина вух від 10.7 до 17 мм, вага від 10 до 13.3 грамів. 2n=44.

## Середовище проживання
Цей гризун відомий з середньогірського поясу в Гірському Алтаї (1000–2000 м) — Китай, Казахстан.
Населяє луки, чагарникові ділянки та світлу модринову гірську тайгу на південному Алтаї. 

## Спосіб життя
Вид сутінковий і солітарний. Впадає в сплячку взимку. Харчуються безхребетними і насінням. Розмножують один раз на рік.

## Загрози й охорона
Загрози невідомі. Втрата середовища проживання може призвести до скорочення ареалу. Вид трапляється на деяких заповідних територіях.